# Episodi di Four Star Playhouse (seconda stagione)
La seconda stagione della serie televisiva Four Star Playhouse è andata in onda negli Stati Uniti dal 24 settembre 1953 al 29 aprile 1954 sulla CBS.
| nº | Titolo originale            | Prima TV USA      |
| -- | --------------------------- | ----------------- |
| 1  | Finale                      | 24 settembre 1953 |
| 2  | The Squeeze                 | 1º ottobre 1953   |
| 3  | A Place of His Own          | 8 ottobre 1953    |
| 4  | Love at Sea                 | 15 ottobre 1953   |
| 5  | The Witness                 | 22 ottobre 1953   |
| 6  | A Matter of Advice          | 29 ottobre 1953   |
| 7  | Search in the Night         | 5 novembre 1953   |
| 8  | Moorings                    | 12 novembre 1953  |
| 9  | The Hard Way                | 19 novembre 1953  |
| 10 | For Art's Sake              | 26 novembre 1953  |
| 11 | The Girl on the Park Bench  | 3 dicembre 1953   |
| 12 | The Room                    | 10 dicembre 1953  |
| 13 | A Man of the World          | 17 dicembre 1953  |
| 14 | The Gift                    | 24 dicembre 1953  |
| 15 | House for Sale              | 31 dicembre 1953  |
| 16 | The Test                    | 7 gennaio 1954    |
| 17 | The Bad Streak              | 14 gennaio 1954   |
| 18 | A String of Beads           | 21 gennaio 1954   |
| 19 | Indian Taker                | 28 gennaio 1954   |
| 20 | Second Dawn                 | 4 febbraio 1954   |
| 21 | The Gun                     | 11 febbraio 1954  |
| 22 | The Bomb                    | 18 febbraio 1954  |
| 23 | Meet McGraw                 | 25 febbraio 1954  |
| 24 | Detective's Holiday         | 4 marzo 1954      |
| 25 | An Operation in Money       | 11 marzo 1954     |
| 26 | Lady of the Orchids         | 18 marzo 1954     |
| 27 | The Book                    | 1º aprile 1954    |
| 28 | A Study in Panic            | 8 aprile 1954     |
| 29 | Masquerade                  | 15 aprile 1954    |
| 30 | Village in the City         | 22 aprile 1954    |
| 31 | The Doctor and the Countess | 29 aprile 1954    |

## Finale
- Diretto da:
- Scritto da:

### Trama
- Interpreti: John Eldredge, Martha Hyer, John Litel, David Niven (Roger / Steve), Lawrence Ryle, Harvey Stephens

## The Squeeze
- Diretto da:
- Scritto da:

### Trama
- Interpreti: Dick Powell (Willie Dante), Richard Jaeckel (Stanley Warren), Regis Toomey (tenente della polizia Manny Waldo), Herb Vigran (Monte), Joan Camden (Susan Warren), Mario Siletti (Boss Deres—misspelled Deras in on-screen credits), Karl Lukas (Ernie), Bill Baldwin (Gambler), Jackson Halliday (Barney), Al Rhein, Benny Rubin (Dutch), Edith Sheets (Mary)

## A Place of His Own
- Diretto da:
- Scritto da:

### Trama
- Interpreti: Charles Boyer (comandante Claude Le Beau), Jeanette Nolan (Agatha Le Beau), Stacy Harris (Frank Le Beau), Nestor Paiva (giudice Le Beau), Ralph Moody (Realtor Bright), Ellen Corby (Elsie - Maid), Donald MacDonald (ragazzo del quartiere)

## Love at Sea
- Diretto da:
- Scritto da:

### Trama
- Interpreti: Stephen Bekassy, Merle Oberon (Margot Sterling), Dick Powell (Cameo)

## The Witness
- Diretto da:
- Scritto da:

### Trama
- Interpreti: Dick Powell (Michael 'Mike' Donegan), James Millican (Pat / Procuratore Distrettuale), Charles Bronson (Frank Dana), Marian Carr (Alice Blair / Alice Dana), Strother Martin (Tom Blair), Robert Sherman (Philip Baedeker III), Walter Sande (detective Pete Peterson), Charles Evans (giudice), Nick Dennis (Nick / Owner & Waiter), Marjorie Bennett (giurato), Byron Foulger (Direttore di banca), Frank Marlowe (reporter), Richard Reeves (guardia di sicurezza), Mack Williams (usciere di corte)

## A Matter of Advice
- Diretto da:
- Scritto da:

### Trama
- Interpreti: David Niven (dottor Gentry)

## Search in the Night
- Diretto da:
- Scritto da:

### Trama
- Interpreti: Frank Lovejoy (Randy Stone), Frances Rafferty (Janet Walker), James Millican (George Billings), Colleen Miller (Girl in Bar), Rhys Williams (Night Watchman), Frank Gerstle (Sam), Steve Pendleton ( sergente della polizia), Vic Perrin (Ed Walker), John Alvin, John McKee, Joan Banks, Jane Easton

## Moorings
- Diretto da:
- Scritto da:

### Trama
- Interpreti: Charles Boyer (Eric Montaine), John Eldredge, Lisa Golm, Dorothy Malone (Marie Roberts), James McCallion, Freddy Ridgeway, Hayden Rorke (dottor Devlin), Will Wright (Skipper Tupper)

## The Hard Way
- Diretto da:
- Scritto da:

### Trama
- Interpreti: Dick Powell (Willie Dante), Robert Osterloh (Stan the Stickman), Regis Toomey (tenente Manny Waldo), Elisabeth Fraser (Janice Howell), Jack Elam (Vic), Leonard Bremen, Joe De Santis, Herb Vigran (Monte)

## For Art's Sake
- Diretto da:
- Scritto da:

### Trama
- Interpreti: William Forrest, Nancy Gates, David Niven (Ted Parker)

## The Girl on the Park Bench
- Diretto da:
- Scritto da:

### Trama
- Interpreti: Joan Fontaine (Trudy Overmeyer), Thurston Hall (giudice B.D. Johnson), Joan Banks (Madeline), Charles Cane (Peavey), Jack Carol (Bonds), Myra Marsh (Mrs. Tracey), Larry J. Blake (1° Reporter), Gil Herman (2° Reporter), Herb Vigran (3° Reporter), Lucille Barkley (sindaco's Secretary), John Litel (sindaco), Craig Stevens (City Attorney George Williams)

## The Room
- Diretto da:
- Scritto da:

### Trama
- Interpreti: Raymond Burr (Gonzales), Charlita (Sarina), Jay Novello (Frederico), Dick Powell (dottor Graham)

## A Man of the World
- Diretto da:
- Scritto da:

### Trama
- Interpreti: Barbara Lawrence (Kathie), Ralph Moody (conducente), David Niven (Andy), Dick Simmons (detective)

## The Gift
- Diretto da:
- Scritto da:

### Trama
- Interpreti: Charles Boyer (Carl Baxter), Maureen O'Sullivan (Minna Baxter), Dan Tobin (George Lennox), Joan Camden (Mrs. Mitchell), Ann Doran (Welfare Woman), Virginia Christine (Clerk), Eddie Firestone (Young Father), Leonard Bremen (barista), Gene Hardy (giovanotto)

## House for Sale
- Diretto da:
- Scritto da:

### Trama
- Interpreti: Ida Lupino (Ellen), George Macready (Man), Thomas Browne Henry (Mr. Jones), Helen Brown (Mrs. Peterson), Howard Negley (poliziotto), Joseph Crehan (Mr. Kramer)

## The Test
- Diretto da:
- Scritto da:

### Trama
- Interpreti: Dick Powell (pilota), Frances Rafferty (Wife), Darla Ridgeway (figlia)

## The Bad Streak
- Diretto da:
- Scritto da:

### Trama
- Interpreti: Charles Boyer (Barry Renneck), Virginia Grey (Angela), Robert Arthur (David), Esther Dale (Mrs. Weston), John Hoyt (Bentridge), Horace McMahon (Chick), Manuel París (croupier)

## A String of Beads
- Diretto da:
- Scritto da:

### Trama
- Interpreti: Ronald Colman (se stesso  - presentatore / narratore), Angela Lansbury (Joan Robinson), Brenda Forbes (Edyth Livingstone), Ron Randell (Peter Jeffries), Nigel Bruce (colonnello Mournay), George Macready (Count Borselli), Sean McClory (Robert Upton), Sarah Selby (Della Charlton), Ben Wright (Jeweler), Dorothy Green (Laura)

## Indian Taker
- Diretto da:
- Scritto da:

### Trama
- Interpreti: Leonard Bremen, William Ching, John Daheim, Charles Evans, William Forrest, Jess Kirkpatrick, Ida Lupino (Ginny), Gerald Mohr, Keith Richards, Charles Seel, Norma Varden, Herb Vigran

## Second Dawn
- Diretto da:
- Scritto da:

### Trama
- Interpreti: Charles Boyer, Dorothy Hart, Edwin Jerome, Luis Van Rooten

## The Gun
- Diretto da:
- Scritto da:

### Trama
- Interpreti: Dick Powell (Dan Hodges), Dorothy Green (Stella Hodges), Douglas Fowley (Frank Harvey), Larry J. Blake (Milkman), Frank J. Scannell (Postman), Joe Turkel (Willie), Ray Ferrell (Danny, Jr.), Peter J. Votrian (Freddie Hodges), Lee Erickson (Johnny), Sam Flint (dottore), Paul Bryar (Salesman)

## The Bomb
- Diretto da:
- Scritto da:

### Trama
- Interpreti: Barry Curtis (First Boy), John Dehner (Charles Quine), Vernon Downing, Robin Hughes (Army Sergeant), Anthony Marsh (Caporale dell'esercito), Gregory Marshall (Second Boy), David Niven (Richard Lilliam), Patrick O'Moore ( sergente della polizia), Margaret Sheridan (Janet), Philip Tonge (colonnello Briggs)

## Meet McGraw
- Diretto da:
- Scritto da:

### Trama
- Interpreti: Frank Lovejoy (McGraw), Audrey Totter (Lila Lamont), Ellen Corby (Martha - Maid), Paul Picerni (Freddie), Peter Whitney (Gus), Steve Darrell ( tenente della polizia Smith), Percy Helton (Addetto alla reception dell'hotel)

## Detective's Holiday
- Diretto da:
- Scritto da:

### Trama
- Interpreti: Dick Powell (Dave Robinson), Joan Camden (Doris Hepburn), Dick Foran (Esau Hepburn), Ralph Moody (Doc Hendry), Tiger Fafara (John Hepburn), Christopher Olsen (Mattie Hepburn), Barney Phillips (Steve O'Brien)

## An Operation in Money
- Diretto da:
- Scritto da:

### Trama
- Interpreti: David Niven (Andy Fields), Marjorie Lord (Bessie), Willis Bouchey (Mr. Dunwood), Leo Curley (Oscar J. Hepplewhite), Jimmie Dodd (Charlie), Edward Clark (Mr. Griggs), William Forrest (Mr. Beecher), George Meader (Mr. Forsythe), Ted Stanhope (detective)

## Lady of the Orchids
- Diretto da:
- Scritto da:

### Trama
- Interpreti: Robert Paige (Paul Campbell), John Howard (David Lawrence III), Lilli Palmer (Stacey Lawrence), Pamela Duncan (Miller), John Hoyt (Jeffrey Simpson), Virginia Christine (Miss Chase), Elizabeth Harrower (infermiera), Phyllis Stanley (Janet), Ann Loos (Ellie - cameriera)

## The Book
- Diretto da:
- Scritto da:

### Trama
- Interpreti: Claire Carleton, Marguerite Chapman (Linda), Claire Du Brey (Mrs. Miggs), Frank Ferguson (Ed), Douglas Fowley (Flight Lieutenant), Herbert Lytton (FBI Man), David Niven (John), Richard Reeves (Stevedore), Ted Stanhope (Man), Katherine Warren (bibliotecario), Robert J. Wilke (George)

## A Study in Panic
- Diretto da:
- Scritto da:

### Trama
- Interpreti: Dick Powell (Fred), Claire Carleton ('Cuddles' LaVerne), King Donovan (Thin Man), Marlo Dwyer (Operator), George Eldredge (capitano Davidson), Robert Foulk (Desperate Man), Russell Gaige (editore), John Harmon (Jon), John Larch (Harris), Dorothy Malone (Ella), Bill McLean (Mail Boy), Ralph Moody (Stranger)

## Masquerade
- Diretto da:
- Scritto da:

### Trama
- Interpreti: Ida Lupino (Kit Desalyne), John Bryant (Sabin Desalyne), Carleton G. Young (Drew Desalyne), Arthur Space (ufficiale No. 1 - Lieutenant), Jack Harris (ufficiale No. 2 - Joe), Dan Riss (ufficiale No. 3 - Steve), Jack Daly (Roman Senator), Gloria Marshall (Pussy Cat), Renny McEvoy (Tom Cat), Ruth Brady (Melinda)

## Village in the City
- Diretto da:
- Scritto da:

### Trama
- Interpreti: David Niven (Royal Thurston), Joan Camden (Sally - Policewoman), Anthony Eustrel (Leslie Lorraine), John Damler ( detective della polizia Smith), Dick Simmons (Manville Harlan), Joseph Waring (Mario), Ken Terrell (Fish - scagnozzo), John Daheim (Mort -)

## The Doctor and the Countess
- Diretto da:
- Scritto da:

### Trama
- Interpreti: Charles Boyer (dottor Giboux), Paula Raymond (contessa), Carleton Young (Andrea), Hayden Rorke (dottor Lawrence), Don Kohler (Steward), Zacharias Yaconelli (Victor), Freddy Ridgeway (ragazzino), Darla Ridgeway (Little Girl)